# Balkåkra socken
Balkåkra socken i Skåne ingick i Ljunits härad, ingår sedan 1971 i Ystads kommun och motsvarar från 2016 Balkåkra distrikt.
Socknens areal är 10,85 kvadratkilometer varav 10,76 land. År 2000 fanns här 943 invånare. Orterna Svarte, Marsvinsholms slott och sockenkyrkan Marsvinsholms kyrka samt den tidigare kyrkbyn Balkåkra med ruinerna efter sockenkyrkan Balkåkra kyrka ligger i socknen. 

## Administrativ historik
Socknen har medeltida ursprung.
Vid kommunreformen 1862 övergick socknens ansvar för de kyrkliga frågorna till Balkåkra församling och för de borgerliga frågorna bildades Balkåkra landskommun. Landskommunen uppgick 1952 i Ljunits landskommun som uppgick 1971 i Ystads kommun. Församlingen uppgick 2002 i Ljunits församling.
1 januari 2016 inrättades distriktet Balkåkra, med samma omfattning som församlingen hade 1999/2000.  
Socknen har tillhört län, fögderier, tingslag och domsagor enligt vad som beskrivs i artikeln Ljunits härad. De indelta soldaterna tillhörde Södra skånska infanteriregementet, Herresta kompani.

## Geografi
Balkåkra socken ligger väster om Ystad vid Östersjökusten med Svartån i öster. Socknen är en småkuperad odlingsbygd.

## Fornlämningar

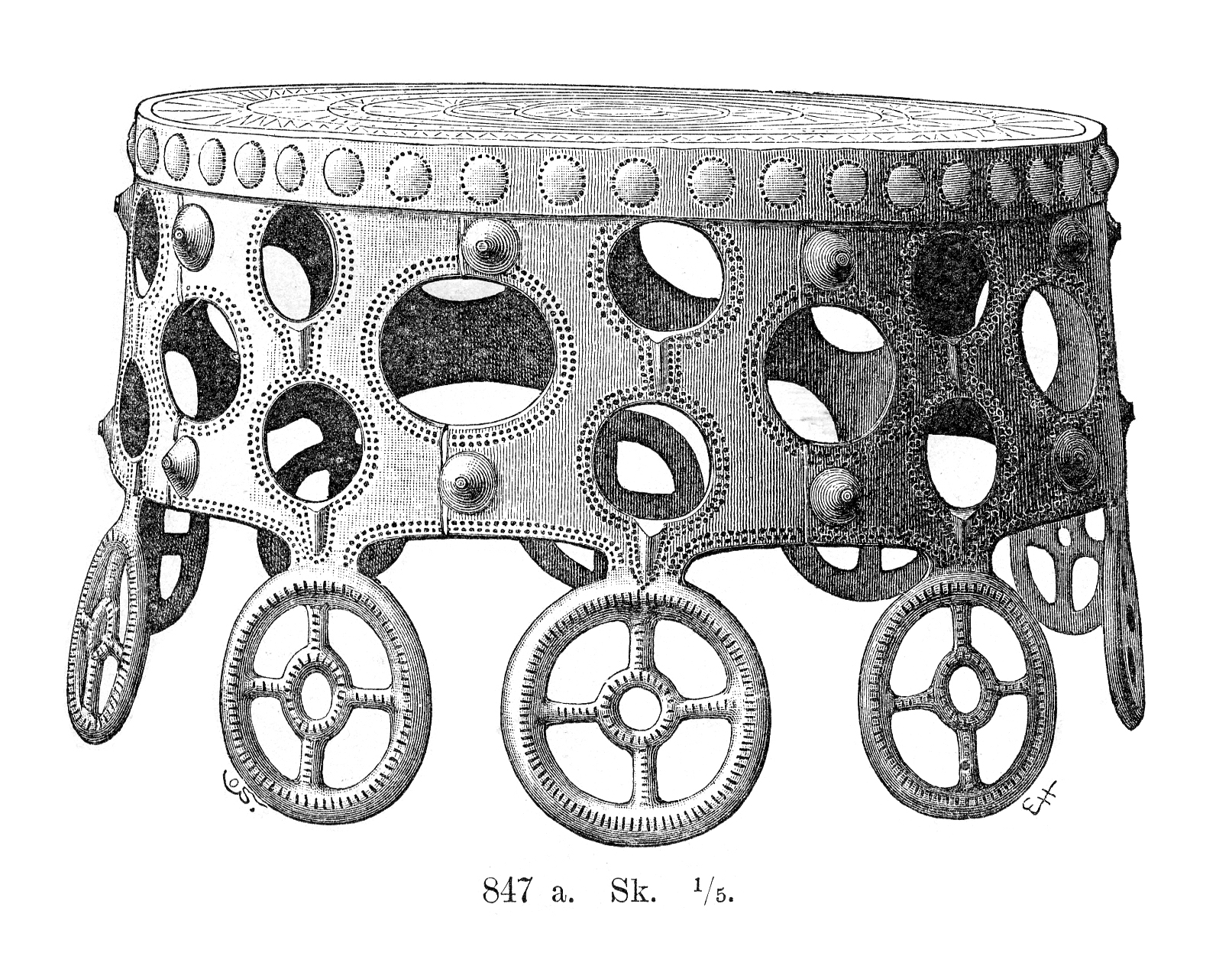
Balkåkragongen är ett kultföremål från bronsåldern, vilket hittades 1847 i en torvmosse i Balkåkra socken. Balkåkragongen finns på Statens historiska museum i Stockholm.

Från stenåldern är minst sju boplatser och lösfynd funna. Från bronsåldern finns ett tiotal gravhögar och gravar under flat mark. .  År 1847 fann man i en torvmosse i Balkåkra by och socken den så kallade Balkåkragongen eller Balkåkra kultföremål, som är från bronsåldern. Det är ett bronsföremål, det rör sig troligen om en gong, det vill säga ett musikinstrument. Föremålet består av en cylinder med genombrutna väggar, tio hjulformiga utskott längs nederkanten och en täckande, ganska tjock skiva. Cylindern är gjuten i tio delar och hålls samman av ett buckelprytt bleckband längs överkanten och en serie nitar med dekorativa koniska brickor på utsidan. 

## Namnet
Namnet skrevs 1400 Balkarä och kommer från kyrkbyn. Namnet innehåller troligen balkåker där balk har betydelsn 'jordrygg mellan två (plog)fåror'.